# Bine Bryndorf
Bine Katrine Bryndorf (født 30. marts 1969 i Helsingør) er en dansk organist, cembalist og professor ved Det Kongelige Danske Musikkonservatorium.
I en tidlig alder fik hun orgelundervisning hos Kristian Olesen og Bo Grønbech og klaverundervisning hos Amalie Malling. Efter uddannelse fra Hochschule für Musik i Wien 1987 til 1991, hvor hun blev undervist af Michael Radulescu og efterfølgende studier i Boston og Paris, hvor hun studerede orgel hos Daniel Roth, blev Bine Bryndorf i 1994 ansat som docent i orgel ved Det Kongelige Danske Musikkonservatorium, hvor hun siden 2001 har været professor.
Sideløbende har hun siden 1996 været organist ved Vartov Kirke og har haft en omfattende koncertaktivitet som både solist og kammermusiker.
I 1994 modtog hun Léonie Sonnings talentpris.